# Бобаль (виноград)
Бобаль — испанский сорт чёрного винограда, традиционно используемый для производства красных вин в аппеллясьоне Утьель-Рекена.

## География
Относится к эколого-географической группе западноевропейских сортов винограда. Выращивают в основном в Испании, в провинциях Валенсия, Куэнка и Альбасете. Кроме того, его культивируют и на территории других стран мира, таких как: Аргентина, Италия, Франция.

## Основные характеристики
Сила роста лозы сильная. Лист средний или крупный, пятилопастный, темно-зеленого матового цвета. У листьев опушение на нижней поверхности. Цветок обоеполый. Гроздь средняя конической формы или крупная. Ягоды средней и крупной величины, округлые, сине-фиолетовые. Урожайность этого сорта винограда сильно зависит от условий, но, как правило, высока. Относится к сортам позднего периода созревания. Имеется белый сорт винограда Бобаль Бланко, но он намного менее распространён. Бобаль мало восприимчив к мильдью и оидиуму, устойчив к серой гнили. Лучше многих других сортов в группе противостоит филлоксере.

## Синонимы
Носит также следующие названия: Бобаль, Балау, Балауро, Беникарло, Бобос, Эспаньол, Руж де Рекена, Рекено, Тинто де Зурра, Валенсиана, Валенсиана Тинта, Тортоси